# پارپنر روتورن
پارپنر روتورن (به لاتین: Parpaner Rothorn) یک کوه در سوئیس است که در کانتون گراوبوندن واقع شده‌است. پارپنر روتورن ۲٬۸۹۹ متر بالاتر از سطح دریا واقع شده‌است.